# Хоффман, Эл
Эл Хоффман (англ. Al Hoffman) (25 сентября 1902 — 21 июля 1960, Нью-Йорк) — американский композитор и поэт-песенник. Соавтор хитов, написанных на протяжении 1930—1950-х годов, которые исполняли такие известные исполнители как Синатра, Армстронг и другие.

## Биография
Эл Хоффман родился 25 сентября 1902 года в Российской Империи, местечке Деревна Ошмянского уезда Виленской губернии (современная Белоруссия, Деревное Столбцовского района Минской области) в семье Луиса Хоффмана и Розы Чарной. В возрасте 6 лет переехал с родителями в Сиэтл. После окончания ВУЗа Эл основал свою группу, в которой был барабанщиком, а в 1928 году переехал в Нью-Йорк. Продолжая выступать в ночных клубах, он начал сочинять собственные композиции. В 1934 году для написания песен к кинофильмам Эл переехал в Лондон, и стал соавтором хитов «She Shall Have Music» and «Everything Stops for Tea», а спустя 3 года вернулся в США. В июле 1960 года скончался от рака предстательной железы. Похоронен в Нью-Джерси.
Эл Хоффман является автором более 1500 песен. Также его композиции звучали в более чем 70 голливудских фильмах с 1929 по 1957 год. В 1984 году его имя было внесено в Зал славы композиторов.

## Песни написанные в соавторстве с Диком Меннингом
- «Allegheny Moon» (1956)
- «Dennis The Menace Song» (1960)
- «Gilly, Gilly, Ossenfeffer, Katzenellen Bogen by the Sea» (1954)
- «Hot Diggity» (1956)
- «I Can’t Tell A Waltz From A Tango» (1954)
- «I Love Her, That’s Why!» (для George Burns и Gracie Allen) (1955)
- «Mama, Teach Me to Dance» (1956)
- «Moon Talk» (1958)
- «O Dio Mio» (1960)
- «Takes Two to Tango» (1952)

## Песни написанные в соавторстве с другими авторами
- «Apple Blossoms and Chapel Bells»
- «Auf Wiedersehn, My Dear»
- «Bear Down, Chicago Bears» (1941)[3]
- «Black-Eyed Susan Brown»
- «Close to You» (совместно с Jerry Livingston и Carl Lampl)
- «Don’t Stay Away Too Long»
- «Fit as a Fiddle» (1932) (совместно с Arthur Freed и Al Goodhart)
- «From One Minute to Another»
- «Goodnight, Wherever You Are»
- «Heartaches» (1931) (слова John Klenner)
- «I Apologize» (1931) (слова Al Goodhart)
- «If I Knew You Were Comin' I’d've Baked a Cake» (1950) (совместно с Bob Merrill и Clem Watts)
- «I Must Have One More Kiss Kiss Kiss»
- «Little Man You’ve Had a Busy Day» (1934) (совместно с Maurice Sigler, музыка Mabel Wayne)
- «Mairzy Doats»
- «Roll Up the Carpet» (1933) (слова Raymond Klages, музыка Raymond Klages, Al Goodhart, and Hoffman)
- «She Broke My Heart in Three Places» (c.1944) (совместно с Jerry Livingston и Milton Drake)
- «The Story of a Starry Night» (1941) (совместно с Jerry Livingston и Mann Curtis)
- «What’s the Good Word, Mr. Bluebird?» (1943) (совместно с Allan Robertsи Jerry Livingston)
- «Who Walks in When I Walk Out?» (1933) (совместно с Ralph Freed и Al Goodhart)
- «Without Rhythm»
- «Everything Stops for Tea» (1935)
- «Everything’s in Rhythm with My Heart» (1935)
- «I Saw Stars» (1934)
- «I’m in a Dancing Mood» (1936)
- «There Isn’t Any Limit to My Love» (1936)
- «Why Don’t You Practice What You Preach?»
- «Chi-Baba, Chi-Baba» (1947)
- «Bibbidi-Bobbidi-Boo» (1948)
- «A Dream Is a Wish Your Heart Makes» (1949)
- «So This Is Love» (1950)
- «A Very Merry Un-Birthday To You» (1951)
- «Are You Really Mine?» (1958) (совместно с Mark Markwell)
- «Make Me a Miracle» (1958) (совместно с Mark Markwell)
- «Mighty Pretty Waltz» (1950) (совместно с Moon Mullican)
- «Oh-Oh, I’m Falling in Love Again» (1958) (совместно с Mark Markwell)
- «Papa Loves Mambo» (1954) (совместно с Bix Reichner)
- «Secretly» (1958) (совместно с Mark Markwell)